# Église Saint-Pierre de Cars
Pour les articles homonymes, voir Église Saint-Pierre.
L'église Saint-Pierre est une église catholique située à Cars, en France.
Église dont le clocher est recouvert de tuiles vernissées de couleurs vives.

## Localisation
L'église est située dans le département français de la Gironde, sur la commune de Cars.

## Historique
L’église Saint-Pierre de Cars, édifiée dans le nord du bourg, présente un intéressant chevet d’époque romane ainsi qu’un singulier clocher coloré. 
Construite au XIe siècle, le sanctuaire dépend de la riche abbaye Saint-Sauveur de Blaye. Elle se présente alors sous la forme d’un vaste édifice construit en moellons irréguliers et au plafond plat. 
L’église est bâtie en différentes étapes. Au début du XIIe siècle, le chevet et les absidioles sont voûtés. Il faut attendre quelques années et le croisillon sud l’est à son tour. À cette période encore, le clocher composé d’un soubassement surmonté de trois étages est construit sur le croisillon nord et la façade ouest est refaite.Vers la fin du XIIe siècle ou le début du XIIIe siècle, une coupole sur pendentif est édifiée dans le croisillon nord. La voûte de la croisée du transept est aussi réalisée à cette période. Les bas-côtés sont quant à eux ajoutés au XVIe siècle.
Le XIXe siècle est une période d’importants remaniements pour l’édifice. En effet, on bâtit une sacristie à l’emplacement de l’abside nord, on dote la nef et les bas-côtés d’une fausse voûte en plâtre. Ensuite, on élève un porche contre la façade ouest et enfin, on réalise de nouvelles fenêtres qu’on garnit de vitraux.
En 1858, sous l’influence du curé Pallas, le clocher de l’église est réparé et surmonté d’une courte flèche octogonale à égout retroussé. Elle est recouverte de tuiles plates polychromes vernissées. Cette toiture de clocher donne à l’église un aspect peu habituel dans le secteur. Finalement, au XXe siècle, plusieurs campagnes de consolidation et de restauration sont entreprises. Elles permettent aujourd’hui d’apprécier l’évolution de cet édifice, notamment par les différences d’appareil et d’enduits. La toiture du clocher est refaite en 1990. Le porche ainsi que les vitraux ont été restaurés en 2009.
Deux sépultures sont conservées à l’intérieur de l’église Saint-Pierre, comme celle de Jean Naudin (1762-1831), ancien curé de Cars et celle de M. Gelée, ancien maire (1753-1835).
L'édifice est classé au titre des monuments historiques en 1921.